# Léon Vidal (auteur)
Pour les articles homonymes, voir Léon Vidal et Vidal.
Léon-Jérôme Vidal, né le 10 juin 1797 à Marseille et décédé le 19 décembre 1873 à Nice, est un journaliste, dramaturge et haut fonctionnaire français.

## Biographie
Léon-Jérôme Vidal fit ses études à Marseille puis à Lyon (langues orientales puis droit). Après un voyage en Italie, il retourna comme avocat à Marseille, avant de partir à Paris où il devint journaliste au Figaro, au Temps et à L'Impartial. Il écrit alors des pièces de vaudevilliste sous son nom et sous le pseudonyme de "Céran", dont plusieurs avec Victor Lhérie et son frère Léon-Lévy Brunswick, dont les pièces furent représentées dans les plus célèbres théâtres parisiens du XIXe siècle : Théâtre de la Gaîté, Théâtre des Variétés, Théâtre des Nouveautés, etc.
Puis il devint fonctionnaire au ministère de l'Intérieur, au sein du "bureau de la presse". Il est nommé le 29 avril 1837 rédacteur principal de la Correspondance des journaux ministériels des départements, appelée aussi Correspondance Lejollivet, à laquelle il collabore depuis 1834. Dans sa circulaire du 8 décembre 1837, Léon Vidal souligne à l'intention des "journalistes affiliés" la nécessité de « ne suivre d'autre impulsion que celle qui vous sera donnée par les lettres et par la Correspondance Lejollivet ».
En 1838, il devient chef de bureau au cabinet du ministre de l'Intérieur Camille de Montalivet, qu'il persuade de relancer la Correspondance ministérielle, destinée à la presse de province, au profit de l'Agence Delaire-Havas, de Charles-Louis Havas. Le ministre, de fait, retire peu après son soutien au rival d'Havas, Jacques Bresson. Le 15 avril 1838[réf. nécessaire], Havas supplante ainsi la Correspondance des journaux ministériels des départements. En juillet 1838, il demande à être aussi responsable de la bibliothèque administrative du ministère.
Léon Vidal est alors fustigé dans les textes d'Honoré de Balzac de 1840? dénonçant le monopole de l'Agence Havas sur l'information de nombreux journaux.
Léon Vidal sera révoqué temporairement en 1848 par le chef de cabinet de Ledru-Rollin, puis deviendra inspecteur général des prisons et des établissements pénitentiaires. À ce nouveau poste, en 1858, il théorise les mérites de la maison de correction et de la justice militaire.
Il est promu officier de la Légion d'honneur en 1864.
Décédé à 76 ans à Nice, Léon Vidal a laissé une importante littérature aux Archives nationales.